# Spirostigma hirsutissima
Spirostigma es un género monotípico de plantas con flores perteneciente a la familia Acanthaceae. Su única especie: Spirostigma hirsutissima Nees, es una planta herbácea natural de Brasil.

## Taxonomía
Spirostigma hirsutissima fue descrita por el botánico alemán, Christian Gottfried Daniel Nees von Esenbeck y publicado en Flora Brasiliensis 9: 83, en el año 1847.